# Língua bukusu
Bukusu é um dialeto da língua masaba falada por  cerca de 1,5 milhões de pessoas da  Tribo Bukusu do povo Luhya do Quênia ocidental. É um dos vários dialetos ditos Luhya etnicamente; no entanto, está mais intimamente relacionado com o dialeto Gisu de Masaaba no leste Uganda (e com outro dialeto Luhya de Tachoni) do que com outras línguas faladas pelos Luhya.

## Escrita
O dialeto usa o alfabeto latino sem as letrasd

## Fonologia
| p   |     | tʃ   | k   |
| (b) | (d) | (dʒ) | (ɡ) |
| f   | s   |      | x   |
| β   |     |      |     |
| m   | n   | ɲ    | ŋ   |
|     | l r | j    | w   |

Várias consoantes sofrem fortoficação] após consoantes nasais: [β, w → b, j → dʒ, l, r → d]; Mutonyi (2000) postula que Bukusu não tem plosivas sonoras fonêmicas.

## Variantes
A linguagem tem três variações principais:
- O dialeto falado ao norte da área de Kimilili, com sua maior influência sendo observada na região ao redor de Kitale
- O dialeto falado a oeste da cidade de Webuye, com sua forma mais pura na região ao redor, e a oeste de Bungoma
- O dialeto falado a leste da cidade de Webuye, estendendo-se pelos distritos de Kakamega e Lugi]].

Destes, o idioma falado na cidade de Kitale é geralmente considerado a forma mais pura - isso ocorre porque os outros dois dialetos são significativamente influenciados por outros dialetos dos falantes da língua luia.

### Influências
A tribo Bukusu vive no distrito de Bungoma], que faz fronteira com Uganda a oeste do distrito de Kakamega  de Quênia a leste] outro lado da fronteira em Uganda vivem os povos Masaba e Gisu, ambos intimamente relacionados com o Bukusu por uma língua compartilhada e uma cultura comum. O casamento entre os Bukusu e essas tribos de Uganda é muito comum e, de fato, incentivado pelas respectivas comunidades. Como resultado, muitos Bukusu têm parentes próximos entre os Gisu e Masaaba, e vice-versa.
Durante as guerras civis ugandenses da década de 1970, muitos dos Gisu e Masaba deixaram Uganda para o Quênia, principalmente para viver com parentes Bukusu ao redor da área de Bungoma. Depois que as guerras terminaram, um grande número não retornou ao Uganda, já tendo começado novas vidas no Quênia. Sua grande dispersão entre os Bukusu naquela área teve uma influência perceptível na língua Bukusu na região de Bungoma. Os falantes nativos do idioma identificarão facilmente alguém da área com base em seu discurso. Destaca-se a substituição de R por L, de modo que, por exemplo, o verbo 'khuufwara' (xuufwara) - vestir [roupas] agora é pronunciado 'khuufwala', como é nas línguas Gisu e Masaaba.
O dialeto falado a leste da cidade de Webuye é influenciado pelos dialetos vizinhos Kabras e Tachoni da língua Luhya. Isso é particularmente perceptível nas mudanças nos prefixos dos substantivos: na língua original do Bukusu, por exemplo, o termo 'algo' seria traduzido como 'siSindu'. Na linguagem Kabras, o termo é traduzido como 'eShindu'. O Bukusu a leste da cidade de Webuye geralmente dirá 'eSindu', adotando assim o prefixo da língua Kabras, mantendo a palavra raiz Bukusu 'Sindu' (em oposição à palavra raiz Kabras, 'Shindu').
Porque faz fronteira com os povos Nilotas (línguas Kalenjins) dos povos Pokot, Nandi e Sebei ao norte, leste e oeste respectivamente, a língua Bukusu falada na área Kitale manteve em grande parte sua forma original, exceto por um número de palavras emprestadas dessas línguas. É marcadamente diferente dos outros dialetos discutidos acima, na medida em que leva um tempo para um falante nativo de um dos outros dois dialetos adotá-lo como seu discurso diário.

## Amostra de texto
Enyanga yaba efwa mumabeka. Nasiebanda kakhandaka sisialo bukhangaka. Omwichukhulu wa Nalonja embaa yawamo. Lulwala lubofu lwanyoa asi nio sikhandakilo siarakho. Ekhukunyu yesanyao busa. Seliamanyikha muka sina kwe sikele kukwarusianga endiri tawe. Nekhali buli lwoosi bakhana bakhomefu nebakenda sebalekhananga nende endiri tawe. Kamakhuwa ke khumololokha oli khapusi, Nasiebanda sekabamo tawe.